# Chantenay-Villedieu
Chantenay-Villedieu [ʃɑ̃tnɛ vildjø] ist eine französische Gemeinde mit 816 Einwohnern (Stand: 1. Januar 2022) im Département Sarthe in der Region Pays de la Loire. Die Gemeinde gehört zum Arrondissement La Flèche und zum Kanton Loué. Ihre Einwohner werden Chantenaysiens und Chantenaysiennes genannt.
Die Gemeinde erhielt 2022 die Auszeichnung „Zwei Blumen“, die vom Conseil national des villes et villages fleuris (CNVVF) im Rahmen des jährlichen Wettbewerbs der blumengeschmückten Städte und Dörfer verliehen wird.

## Geografie
Chantenay-Villedieu liegt etwa 28 Kilometer westsüdwestlich von Le Mans. Umgeben wird Chantenay-Villedieu von den Nachbargemeinden Saint-Ouen-en-Champagne, Saint-Christophe-en-Champagne und Saint-Pierre-des-Bois im Norden, Vallon-sur-Gée im Nordosten, Pirmil im Osten, Tassé im Süden, Fontenay-sur-Vègre im Westen und Südwesten sowie Chevillé im Westen und Nordwesten.

## Bevölkerungsentwicklung
| 1962                       | 1968 | 1975 | 1982 | 1990 | 1999 | 2006 | 2013 | 2020 |
| -------------------------- | ---- | ---- | ---- | ---- | ---- | ---- | ---- | ---- |
| 913                        | 804  | 738  | 714  | 648  | 727  | 861  | 874  | 829  |
| Quellen: Cassini und INSEE |      |      |      |      |      |      |      |      |

## Sehenswürdigkeiten

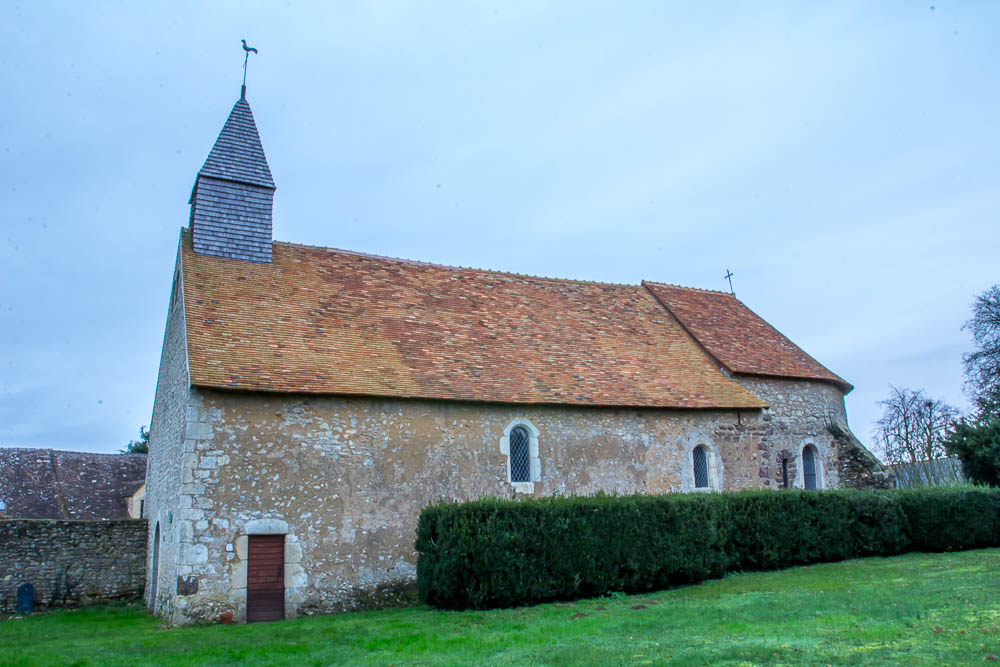
Kirche Saint-Georges

- Ehemaliges Priorat Saint-Jean-Baptiste, Teil des heutigen Rathauses
- Romanische Kirche Saint-Georges in Villedieu aus dem 12. Jahrhundert, seit 1984 als Monument historique eingeschrieben
- Ehemaliges Pfarrhaus aus dem 15. Jahrhundert
- Ehemalige Friedhofskapelle mit Ursprüngen aus dem 10. Jahrhundert

## Verkehr
Die Bahnstrecke LGV Bretagne-Pays de la Loire führt ohne Haltemöglichkeit unmittelbar südlich an Chantenay-Villedieu vorbei. Der nächste Bahnhof befindet sich im 17 km entfernten La Suze-sur-Sarthe an der Bahnstrecke Le Mans–Angers.
Über Departementstraßen erreicht man die Autobahnen A 81 im Norden und A 11 im Süden.